# 澎湖紀略
《澎湖紀略》是清朝澎湖廳的方，完成時間約是在乾隆三十四年（1769年），付梓則約是在乾隆三十六年（1771年）以後，澎湖通判胡建偉編纂。全書共有十二卷。

## 版本
- 原刻本：於日本《尊經閣文庫（日语：尊経閣文庫）》有收藏，另外在國立臺灣圖書館裡有抄本[1]。
- 排印本：
  - 《臺灣文獻叢刊》本
- 合校本：《清代臺灣方誌彙刊》（文建會、遠流），以尊經閣藏本為底，再參考臺灣文獻叢刊本來校正[1]。